# Антонов Сергій Петрович
Сергі́й Петро́вич Анто́нов (16 травня 1915, Петроград — 29 квітня 1995, Москва)  — російський радянський письменник і сценарист.

## Життєпис
Народився 3 (16) травня 1915 у Петрограді в сім'ї інженера-шляховика. У дитинстві багато мандрував Південною Росією, Уралом, Надволжям і Середнією Азією. 
1932–1938 року навчався у Ленінградському автодорожньому інституті, працював інженером-будівельником. До 1941 року був викладачем технікуму.
На фронтах Радянсько-фінської та Другої світової війн командував інженерно-саперними підрозділами. 1946–1948 роках працював викладачем Інституту.    

## Творча діяльність
Літературна діяльність почалась 1942 року. В 1944 року були надруковані перші вірші, у 1947 році — оповідання «Весна».
1950 року — збірки оповідань «По дорогах йдуть машини» (рос. «По дорогам идут машины») і «Мирні люди» (рос. «Мирные люди»).
1960 року вийшли повісті «Порожній рейс» (рос. «Порожний рейс»), «Оленка» (рос. «Алёнка»), «Розірваний рубель» (рос. «Разорванный рубль») і «Різнотрав'я» (рос. «Разнотравье»).
Головна тема творів — радянський побут і психологія ХХ століття. Антонов пише про трудові будні, духовну красу, багатство почуттів радянської людини. Письменнику властивий інтерес до морально-етичних проблем, лірична інтонація та гумор.
Трилогія «Царський двогривенний» (1969), «Васька» (1987) і «Яри» (1988) розповідає про періоди Непу, колективізації і індустріалізації.
Донька письменника — актриса Ольга Сергіївна Антонова.
Сергій Антонов помер 29 квітня 1995 року. Похований у Москві на Ніколо-Архангельському кладовищі.

## Нагороди, звання і премії
- Орден Вітчизняної війни I ступеня (1985)
- Сталінська премія ІІІ ступеня (1951) — за книгу оповідань «По дорогах ідуть машини» (1950)
- Орден Червоної зірки
- Орден Трудового Червоного Прапору
- 1972 — Премія Ленінського комсомолу за фільм «Прийшов солдат з фронту» (режисер Микола Губенко)
- 1973 — Державна премія РРФСР ім. братів Васильєвих за фільм «Прийшов солдат з фронту» (Михайло Глузський, Микола Губенко, Іполіт Новодерьожкін, Сергій Воронков, Елізбар Караваєв)

## Твори
Автор збірок літературних теорій і критичних статей, кіносценаріїв:

### Збірки статей
- 1971 — «Я читаю рассказ»;
- 1972 — «От первого лица».

### Сценарії
- 1954 — «Зелений Дол»;
- 1957 — «Піддубенські частівки»;
- 1958 — «Наш корреспондент»;
- 1959 — «Люди на мосту»;
- 1960 — «Разноцветные камешки»;
- 1961 — «Алёнка»;
- 1962 — «Порожний рейс»;
- 1965 — «Знойный июль»;
- 1989 — «Овраги»;
- 1990 — «Васька»

### Екранізації
- «Це було в Донбасі» (1945);
- «Зелёный Дол» (1954);
- «Справа була у Пенькові» (1957);
- «Піддубенські частівки»(1957);
- «Наш корреспондент» (1958)
- «Дощі» (1959);
- «Люди на мосту» (1959);
- «Разноцветные камешки» (1960);
- «Алёнка» (1961);
- «Порожний рейс»(1962);
- «Знойный июль» (1965);Це було в Пенькові
- «Прийшов солдат з фронту» (1969),

- «Яри» (рос. Овраги") (1990);
- «Васька» (1990).

## Видання[4]
- Избранное. М., 1954;
- Деревенские повести. М., 1957;
- Весна. М., 1958;
- Собрание сочинений, т. 1 — 3. М.; 1983 — 84;
- Разнотравье. М., 1985.
- Васька. Издательство: «Детская литература. Москва» 1990.
- Петрович. Издательство: «Огонек», 1991.
- Дело было в Пенькове. Издательство: «Вече», 2014.

Українською мовою окремі твори перекладали Д. Бобир, М. Шумило, Д. Ткач та ін.:
- Лена. К., 1950;
- Перша посада, 1952;
- По дорогах ідуть машини. К., 1952;
- Піддубенські частушки. К., 1954;
- Зелена долина, К., 1956;
- Вибране. К., 1958;
- Різнокольорові камінці. Беккерівський рояль. К: Держлітвидав, 1960 — 56 с.